# Luis Ferney Ríos
Luis Ferney Ríos Misas (Medellín, Antioquia, 13 de agosto de 1989) es un futbolista colombiano que juega como delantero en el UD Fuente Cantaos de España.
En el equipo Real Santander de la Categoría Primera B juega su hermano Alejandro Ríos.

## Trayectoria
Oriundo del Departamento de Antioquia, este atacante ha militado en las inferiores del Atlético Nacional para luego jugar y debutar profesionalmente en ma segunda división de Colombia en el extinto Atlético La Sabana donde marcó 4 goles (2 en la B y 2 en la Copa Colombia 2010. En el año 2012 jugó para la Real Santander de la Primera B marcando 21 goles. 
En noviembre de 2012 fichó por el Deportivo Cali para la temporada 2013.
Su primer partido con el Deportivo Cali fue un amistoso frente al Barcelona de Ecuador, en el cual reemplazó a Édixon Perea a 10 minutos del final del encuentro. El debut oficial de Ríos con la casaca verdiblanca se vio tardío por una luxación de codo que sufrió en un entrenamiento, pero después de haberse recuperado debutó marcando
su primer gol con el Deportivo Cali el 6 de marzo, en partido válido por la segunda fecha de la Copa Postobón 2013 al 42' del segundo tiempo, evitando así que su equipo cayera en condición de local y rescatando un empate.

## Clubes
| Club                   | País      | Año           |
| ---------------------- | --------- | ------------- |
| Atlético La Sabana     | Colombia  | 2010          |
| Real Santander         | Colombia  | 2011 - 2012   |
| Deportivo Cali         | Colombia  | 2013          |
| Rionegro Águilas       | Colombia  | 2013          |
| Atlético Bucaramanga   | Colombia  | 2014          |
| Unión Magdalena        | Colombia  | 2015          |
| Real Santander         | Colombia  | 2015 - 2018   |
| Estudiantes de Caracas | Venezuela | 2018          |
| Speranța Nisporeni     | Moldavia  | 2019          |
| Fuente Cantaos         | España    | 2020-presente |

## Estadísticas
Actualizado al último partido jugado 19/05/2018.
| Atlético La Sabana |               |               |     |    |    |    |   |     |     |    |
| 2.ª | 2010          | 29            | 2   | 5  | 2  | —  | — | 34  | 4   |    |
| Total club | Total club    | 29            | 2   | 5  | 2  | 0  | 0 | 34  | 4   |    |
| Real Santander |               |               |     |    |    |    |   |     |     |    |
| 2.ª | 2011          | 25            | 4   | 11 | 3  | —  | — | 36  | 7   |    |
| 2.ª | 2012          | 40            | 21  | 4  | 0  | —  | — | 44  | 21  |    |
| 2.ª | 2015-ll       | 14            | 2   | 0  | 0  | —  | — | 14  | 2   |    |
| 2.ª | 2016          | 15            | 7   | 0  | 0  | —  | — | 15  | 7   |    |
| 2.ª | 2017          | 35            | 15  | 0  | 0  | —  | — | 35  | 15  |    |
| 2.ª | 2018-l        | 5             | 1   | 0  | 0  | —  | — | 5   | 1   |    |
| Total club | Total club    | 134           | 50  | 15 | 3  | 0  | 0 | 159 | 53  |    |
| Deportivo Cali |               |               |     |    |    |    |   |     |     |    |
| 1.ª | 2013-l        | 3             | 0   | 8  | 3  | —  | — | 11  | 3   |    |
| Total club | Total club    | 3             | 0   | 8  | 3  | 0  | 0 | 11  | 3   |    |
| Rionegro Águilas |               |               |     |    |    |    |   |     |     |    |
| 1.ª | 2013-ll       | 16            | 1   | 0  | 0  | 3  | 0 | 19  | 1   |    |
| Total club | Total club    | 16            | 1   | 0  | 0  | 3  | 0 | 19  | 1   |    |
| Atlético Bucaramanga |               |               |     |    |    |    |   |     |     |    |
| 2.ª | 2014          | 29            | 3   | 8  | 3  | —  | — | 37  | 6   |    |
| Total club | Total club    | 29            | 3   | 8  | 3  | 0  | 0 | 37  | 6   |    |
| Unión Magdalena |               |               |     |    |    |    |   |     |     |    |
| 2.ª | 2015-l        | 11            | 0   | 3  | 0  | —  | — | 14  | 0   |    |
| Total club | Total club    | 11            | 0   | 3  | 0  | 0  | 0 | 14  | 0   |    |
| Total carrera | Total carrera | Total carrera | 222 | 56 | 39 | 11 | 3 | 0   | 264 | 67 |
| (1) Incluye datos de la Copa Colombia . (2) Incluye datos de Copa Sudamericana. (3) No incluye goles en partidos amistosos. |               |               |     |    |    |    |   |     |     |    |